# آکیتسونه ایمامورا
آکیتسونه ایمامورا (انگلیسی: Akitsune Imamura؛ ۱۴ ژوئن ۱۸۷۰ – ۱ ژانویه ۱۹۴۸) لرزه‌شناس ژاپنی و استاد دانشگاه توکیو در این رشته بود.